# Madrid Open
El Masters de Madrid, conegut oficialment com a Mutua Madrid Open, és un torneig de tennis professional que es disputa anualment sobre terra batuda a la Caja Mágica de Madrid, Espanya. Pertany a les sèries Masters 1000 del circuit ATP masculí és un dels Premier Mandatory Tournaments obligatoris del circuit WTA femení.
El torneig es va crear l'any 1990 a Estocolm directament en la categoria d'ATP Masters Series només pel circuit masculí. L'edició de 1995 es va celebrar a Essen i, des del 1996 al 2001, es va disputar a Stuttgart, tots sobre moqueta. El 2002 es va traslladar a la seu actual de Madrid, inicialment al Madrid Arena sobre pista dura interior, i des del 2009 sobre terra batuda exterior a la Caja Màgica. A partir d'aquesta edició també es va inaugurar pel circuit femení esdevenint un Premier Tournaments obligatori. Actualment es disputa al mes de maig, substituint el Masters d'Hamburg que baixà de categoria i, esdevenint un dels principals torneigs preparatoris del Roland Garros.

## Palmarès

### Individual masculí
| Localitat            | Any  | Campió                                            | Finalista                                         | Resultat                                          |
| -------------------- | ---- | ------------------------------------------------- | ------------------------------------------------- | ------------------------------------------------- |
| Madrid (Espanya)     | 2025 | Casper Ruud                                       | Jack Draper                                       | 7−5, 3−6, 6−4                                     |
| Madrid (Espanya)     | 2024 | Andrei Rubliov                                    | Félix Auger-Aliassime                             | 4−6, 7−5, 7−5                                     |
| Madrid (Espanya)     | 2023 | Carlos Alcaraz (2)                                | Jan-Lennard Struff                                | 6−4, 3−6, 6−3                                     |
| Madrid (Espanya)     | 2022 | Carlos Alcaraz                                    | Alexander Zverev                                  | 6−3, 6−1                                          |
| Madrid (Espanya)     | 2021 | Alexander Zverev (2)                              | Matteo Berrettini                                 | 6−7(8), 6−4, 6−3                                  |
| Madrid (Espanya)     | 2020 | Torneig suspès a causa de la pandèmia de COVID-19 | Torneig suspès a causa de la pandèmia de COVID-19 | Torneig suspès a causa de la pandèmia de COVID-19 |
| Madrid (Espanya)     | 2019 | Novak Đoković (3)                                 | Stéfanos Tsitsipàs                                | 6−3, 6−4                                          |
| Madrid (Espanya)     | 2018 | Alexander Zverev                                  | Dominic Thiem                                     | 6−4, 6−4                                          |
| Madrid (Espanya)     | 2017 | Rafael Nadal (5)                                  | Dominic Thiem                                     | 7−6(8), 6−4                                       |
| Madrid (Espanya)     | 2016 | Novak Đoković                                     | Andy Murray                                       | 6−2, 3−6, 6−3                                     |
| Madrid (Espanya)     | 2015 | Andy Murray                                       | Rafael Nadal                                      | 6−3, 6−2                                          |
| Madrid (Espanya)     | 2014 | Rafael Nadal                                      | Kei Nishikori                                     | 2−6, 6−3, 3−0 i retirada                          |
| Madrid (Espanya)     | 2013 | Rafael Nadal                                      | Stanislas Wawrinka                                | 6−2, 6−4                                          |
| Madrid (Espanya)     | 2012 | Roger Federer (3)                                 | Tomáš Berdych                                     | 3−6, 7−5, 7−5                                     |
| Madrid (Espanya)     | 2011 | Novak Đoković                                     | Rafael Nadal                                      | 7−5, 6−4                                          |
| Madrid (Espanya)     | 2010 | Rafael Nadal                                      | Roger Federer                                     | 6−4, 7−6(5)                                       |
| Madrid (Espanya)     | 2009 | Roger Federer                                     | Rafael Nadal                                      | 6−4, 6−4                                          |
| Madrid (Espanya)     | 2008 | Andy Murray                                       | Gilles Simon                                      | 6−4, 7−6(6)                                       |
| Madrid (Espanya)     | 2007 | David Nalbandian                                  | Roger Federer                                     | 1−6, 6−3, 6−3                                     |
| Madrid (Espanya)     | 2006 | Roger Federer                                     | Fernando González                                 | 7−5 6−1 6−0                                       |
| Madrid (Espanya)     | 2005 | Rafael Nadal                                      | Ivan Ljubičić                                     | 3−6, 2−6, 6−3, 6−4, 7−6                           |
| Madrid (Espanya)     | 2004 | Marat Safin                                       | David Nalbandian                                  | 6−2, 6−4, 6−3                                     |
| Madrid (Espanya)     | 2003 | Juan Carlos Ferrero                               | Nicolás Massú                                     | 6−3, 6−4, 6−3                                     |
| Madrid (Espanya)     | 2002 | Andre Agassi                                      | Jiri Novak                                        | No presentat                                      |
| Stuttgart (Alemanya) | 2001 | Tommy Haas                                        | Maks Mirni                                        | 6−2, 6−2, 6−2                                     |
| Stuttgart (Alemanya) | 2000 | Wayne Ferreira                                    | Lleyton Hewitt                                    | 7−6, 3−6, 6−7, 7−6, 6−2                           |
| Stuttgart (Alemanya) | 1999 | Thomas Enqvist                                    | Richard Krajicek                                  | 6−1, 6−4, 5−7, 7−5                                |
| Stuttgart (Alemanya) | 1998 | Richard Krajicek                                  | Ievgueni Kàfelnikov                               | 6−4, 6−3, 6−3                                     |
| Stuttgart (Alemanya) | 1997 | Petr Korda                                        | Richard Krajicek                                  | 7−6, 6−2, 6−4                                     |
| Stuttgart (Alemanya) | 1996 | Boris Becker (4)                                  | Pete Sampras                                      | 3−6, 6−3, 3−6, 6−3, 6−4                           |
| Essen (Alemanya)     | 1995 | Thomas Muster                                     | MaliVai Washington                                | 7−6, 2−6, 6−3, 6−4                                |
| Estocolm (Suècia)    | 1994 | Boris Becker                                      | Goran Ivanišević                                  | 4−6, 6−4, 6−3, 7−6                                |
| Estocolm (Suècia)    | 1993 | Michael Stich                                     | Goran Ivanišević                                  | 4−6, 7−6, 7−6, 6−2                                |
| Estocolm (Suècia)    | 1992 | Goran Ivanišević                                  | Guy Forget                                        | 7−6, 4−6, 7−6, 6−2                                |
| Estocolm (Suècia)    | 1991 | Boris Becker                                      | Stefan Edberg                                     | 3−6, 6−4, 1−6, 6−2, 6−2                           |
| Estocolm (Suècia)    | 1990 | Boris Becker                                      | Stefan Edberg                                     | 6−4, 6−0, 6−3                                     |

### Individual femení
| Any                   | Campiona                                          | Finalista                                         | Resultat                                          |
| --------------------- | ------------------------------------------------- | ------------------------------------------------- | ------------------------------------------------- |
| WTA 1000              |                                                   |                                                   |                                                   |
| 2025                  | Arina Sabalenka (3)                               | Coco Gauff                                        | 6−3, 7−6(3)                                       |
| 2024                  | Iga Świątek                                       | Arina Sabalenka                                   | 7−5, 4−6, 7−6(7)                                  |
| 2023                  | Arina Sabalenka                                   | Iga Świątek                                       | 6−3, 3−6, 6−3                                     |
| 2022                  | Ons Jabeur                                        | Jessica Pegula                                    | 7−5, 0−6, 6−2                                     |
| 2021                  | Arina Sabalenka                                   | Ashleigh Barty                                    | 6−0, 3−6, 6−4                                     |
| WTA Premier Mandatory |                                                   |                                                   |                                                   |
| 2020                  | Torneig suspès a causa de la pandèmia de COVID-19 | Torneig suspès a causa de la pandèmia de COVID-19 | Torneig suspès a causa de la pandèmia de COVID-19 |
| 2019                  | Kiki Bertens                                      | Simona Halep                                      | 6−4, 6−4                                          |
| 2018                  | Petra Kvitová (3)                                 | Kiki Bertens                                      | 7−6(6), 4−6, 6−3                                  |
| 2017                  | Simona Halep (2)                                  | Kristina Mladenovic                               | 7−5, 6−7(5), 6−2                                  |
| 2016                  | Simona Halep                                      | Dominika Cibulková                                | 6−2, 6−4                                          |
| 2015                  | Petra Kvitová                                     | Svetlana Kuznetsova                               | 6−1, 6−2                                          |
| 2014                  | Maria Xaràpova                                    | Simona Halep                                      | 1−6, 6−2, 6−3                                     |
| 2013                  | Serena Williams (2)                               | Maria Xaràpova                                    | 6−1, 6−4                                          |
| 2012                  | Serena Williams                                   | Viktória Azàrenka                                 | 6−1, 6−3                                          |
| 2011                  | Petra Kvitová                                     | Viktória Azàrenka                                 | 7−6(3), 6−4                                       |
| 2010                  | Aravane Rezaï                                     | Venus Williams                                    | 6−2, 7−5                                          |
| 2009                  | Dinara Safina                                     | Caroline Wozniacki                                | 6−2, 6−4                                          |

### Dobles masculins
| Localitat            | Any  | Campions                                          | Finalistes                                        | Resultat                                          |
| -------------------- | ---- | ------------------------------------------------- | ------------------------------------------------- | ------------------------------------------------- |
| Madrid (Espanya)     | 2025 | Marcel Granollers Horacio Zeballos (2)            | Marcelo Arévalo Mate Pavić                        | 6−4, 6−4                                          |
| Madrid (Espanya)     | 2024 | Sebastian Korda Jordan Thompson                   | Ariel Behar Adam Pavlásek                         | 6−3, 7−6(7)                                       |
| Madrid (Espanya)     | 2023 | Karén Khatxànov Andrei Rubliov                    | Rohan Bopanna Matthew Ebden                       | 6−3, 3−6, [10−3]                                  |
| Madrid (Espanya)     | 2022 | Wesley Koolhof Neal Skupski                       | Juan Sebastián Cabal Robert Farah                 | 6−7(4), 6−4, [10−5]                               |
| Madrid (Espanya)     | 2021 | Marcel Granollers Horacio Zeballos                | Nikola Mektić Mate Pavić                          | 1−6, 6−3, [10−8]                                  |
| Madrid (Espanya)     | 2020 | Torneig suspès a causa de la pandèmia de COVID-19 | Torneig suspès a causa de la pandèmia de COVID-19 | Torneig suspès a causa de la pandèmia de COVID-19 |
| Madrid (Espanya)     | 2019 | Jean-Julien Rojer Horia Tecău (2)                 | Diego Schwartzman Dominic Thiem                   | 6−2, 6−3                                          |
| Madrid (Espanya)     | 2018 | Nikola Mektić Alexander Peya                      | Bob Bryan Mike Bryan                              | 5−3, retirada                                     |
| Madrid (Espanya)     | 2017 | Łukasz Kubot Marcelo Melo                         | Nicolas Mahut Édouard Roger-Vasselin              | 7−5, 6−3                                          |
| Madrid (Espanya)     | 2016 | Jean-Julien Rojer Horia Tecău                     | Rohan Bopanna Florin Mergea                       | 6−4, 7−6(5)                                       |
| Madrid (Espanya)     | 2015 | Rohan Bopanna Florin Mergea                       | Marcin Matkowski Nenad Zimonjić                   | 6−2, 6−7(5), [11−9]                               |
| Madrid (Espanya)     | 2014 | Daniel Nestor Nenad Zimonjić (2)                  | Bob Bryan Mike Bryan                              | 6−4, 6−2                                          |
| Madrid (Espanya)     | 2013 | Bob Bryan Mike Bryan (5)                          | Robert Lindstedt Horia Tecău                      | 6−3, 6−4                                          |
| Madrid (Espanya)     | 2012 | Mariusz Fyrstenberg Marcin Matkowski (2)          | Alexander Peya Bruno Soares                       | 6−2, 6−3                                          |
| Madrid (Espanya)     | 2011 | Bob Bryan Mike Bryan                              | Michaël Llodra Nenad Zimonjić                     | 6−3, 6−3                                          |
| Madrid (Espanya)     | 2010 | Bob Bryan Mike Bryan                              | Daniel Nestor Nenad Zimonjić                      | 6−3, 6−4                                          |
| Madrid (Espanya)     | 2009 | Daniel Nestor Nenad Zimonjić                      | Simon Aspelin Wesley Moodie                       | 6−4, 6−4                                          |
| Madrid (Espanya)     | 2008 | Mariusz Fyrstenberg Marcin Matkowski              | Mahesh Bhupathi Mark Knowles                      | 6−4, 6−2                                          |
| Madrid (Espanya)     | 2007 | Bob Bryan Mike Bryan                              | Mariusz Fyrstenberg Marcin Matkowski              | 6−3, 7−6                                          |
| Madrid (Espanya)     | 2006 | Bob Bryan Mike Bryan                              | Mark Knowles Daniel Nestor                        | 7−5, 6−4                                          |
| Madrid (Espanya)     | 2005 | Mark Knowles Daniel Nestor (3)                    | Leander Paes Nenad Zimonjić                       | 3−6, 6−3, 6−2                                     |
| Madrid (Espanya)     | 2004 | Mark Knowles Daniel Nestor                        | Bob Bryan Mike Bryan                              | 6−3, 6−4                                          |
| Madrid (Espanya)     | 2003 | Mahesh Bhupathi Maks Mirni                        | Wayne Black Kevin Ullyett                         | 6−2, 2−6, 6−3                                     |
| Madrid (Espanya)     | 2002 | Mark Knowles Daniel Nestor                        | Mahesh Bhupathi Maks Mirni                        | 6−3, 5−7, 6−0                                     |
| Stuttgart (Alemanya) | 2001 | Maks Mirni Sandon Stolle                          | Ellis Ferreira Jeff Tarango                       | 7−6, 6−3                                          |
| Stuttgart (Alemanya) | 2000 | Jiří Novák David Rikl                             | Donald Johnson Piet Norval                        | 6−2, 6−2                                          |
| Stuttgart (Alemanya) | 1999 | Byron Black Jonas Björkman                        | David Adams John-Laffnie De Jager                 | 6−3, 6−4                                          |
| Stuttgart (Alemanya) | 1998 | Sébastien Lareau Alex O'Brien (2)                 | Mahesh Bhupathi Leander Paes                      | 4−6, 6−3, 7−5                                     |
| Stuttgart (Alemanya) | 1997 | Mark Woodforde Todd Woodbridge (4)                | Rick Leach Jonathan Stark                         | 7−6, 7−6                                          |
| Stuttgart (Alemanya) | 1996 | Sébastien Lareau Alex O'Brien                     | Jacco Eltingh Paul Haarhuis                       | 6−4, 6−4                                          |
| Essen (Alemanya)     | 1995 | Jacco Eltingh Paul Haarhuis                       | Cyril Suk Daniel Vacek                            | 7−5, 6−7, 6−4                                     |
| Estocolm (Suècia)    | 1994 | Mark Woodforde Todd Woodbridge                    | Jan Apell Jonas Björkman                          | 6−4, 4−6, 6−3                                     |
| Estocolm (Suècia)    | 1993 | Mark Woodforde Todd Woodbridge                    | Gary Muller Danie Visser                          | 7−6, 5−7, 7−6                                     |
| Estocolm (Suècia)    | 1992 | Mark Woodforde Todd Woodbridge                    | Steve DeVries David Macpherson                    | 6−4, 6−4                                          |
| Estocolm (Suècia)    | 1991 | John Fitzgerald Anders Järryd                     | Tom Nijssen Cyril Suk                             | 7−5, 6−3                                          |
| Estocolm (Suècia)    | 1990 | Guy Forget Jakob Hlasek                           | John Fitzgerald Anders Järryd                     | 6−2, 6−3                                          |

### Dobles femenins
| Any                   | Campiones                                         | Finalistes                                        | Resultat                                          |
| --------------------- | ------------------------------------------------- | ------------------------------------------------- | ------------------------------------------------- |
| WTA 1000              |                                                   |                                                   |                                                   |
| 2025                  | Sorana Cîrstea Anna Kalinskaya                    | Veronika Kudermétova Elise Mertens                | 6−7(10), 6−2, [12−10]                             |
| 2024                  | Cristina Bucșa Sara Sorribes Tormo                | Barbora Krejčiková Laura Siegemund                | 6−0, 6−2                                          |
| 2023                  | Viktória Azàrenka Beatriz Haddad Maia             | Coco Gauff Jessica Pegula                         | 6−1, 6−4                                          |
| 2022                  | Gabriela Dabrowski Giuliana Olmos                 | Desirae Krawczyk Demi Schuurs                     | 7−6(1), 5−7, [10−7]                               |
| 2021                  | Barbora Krejčíková Kateřina Siniaková             | Gabriela Dabrowski Demi Schuurs                   | 6−4, 6−3                                          |
| WTA Premier Mandatory |                                                   |                                                   |                                                   |
| 2020                  | Torneig suspès a causa de la pandèmia de COVID-19 | Torneig suspès a causa de la pandèmia de COVID-19 | Torneig suspès a causa de la pandèmia de COVID-19 |
| 2019                  | Hsieh Su-wei Barbora Strýcová                     | Gabriela Dabrowski Xu Yifan                       | 6−3, 6−1                                          |
| 2018                  | Iekaterina Makàrova Ielena Vesninà                | Tímea Babos Kristina Mladenovic                   | 2−6, 6−4, [10−8]                                  |
| 2017                  | Chan Yung-jan Martina Hingis                      | Tímea Babos Andrea Hlaváčková                     | 6−4, 6−3                                          |
| 2016                  | Caroline Garcia Kristina Mladenovic               | Martina Hingis Sania Mirza                        | 6−4, 6−4                                          |
| 2015                  | Casey Dellacqua Iaroslava Xvédova                 | Garbiñe Muguruza Carla Suárez Navarro             | 6−3, 6−7(4), [10−5]                               |
| 2014                  | Sara Errani Roberta Vinci (2)                     | Garbiñe Muguruza Carla Suárez Navarro             | 6−4, 6−3                                          |
| 2013                  | Anastassia Pavliutxénkova Lucie Šafářová          | Cara Black Marina Erakovic                        | 6−2, 6−4                                          |
| 2012                  | Sara Errani Roberta Vinci                         | Iekaterina Makàrova Ielena Vesninà                | 6−1, 3−6, [10−4]                                  |
| 2011                  | Viktória Azàrenka Maria Kirilenko                 | Květa Peschke Katarina Srebotnik                  | 6−4, 6−3                                          |
| 2010                  | Serena Williams Venus Williams                    | Gisela Dulko Flavia Pennetta                      | 6−2, 7−5                                          |
| 2009                  | Cara Black Liezel Huber                           | Kveta Peschke Lisa Raymond                        | 4−6, 6−3, [10−6]                                  |